# Museumshafen Carolinensiel
Der Museumshafen Carolinensiel ist der alte Sielhafen von Carolinensiel, der heute als Liegeplatz für alte Plattbodenschiffe genutzt wird.

## Geschichte
Im 18. und 19. Jahrhundert hatte Carolinensiel den zweitgrößten ostfriesische Siel- und Handelshafen der Nordseeküste. Anfang des 20. Jahrhunderts nahm seine wirtschaftliche Bedeutung mehr und mehr ab. Als in den Jahren 1953–1956 der vorgelagerte Harlesieler Hafen entstand, wurde der teilweise schon verschlickte Hafen in Carolinensiel zugeschüttet. Anfang der 1980er Jahre eröffnete das Sielhafenmuseum, wodurch der Wiederaufbau des Hafens zum Museumshafen vorangetrieben wurde. 1986 begann der Ausbau des historischen Hafens. Hierfür wurden 1,8 Millionen D-Mark aufgewendet. Die Friedrichsschleuse wurde wieder mit einer Klappbrücke versehen. Am 9. September 1987 wurde der Museumshafen eröffnet und die ersten Schiffe konnten Carolinensiel wieder anlaufen. Ein besonderer Höhepunkt ist das jährlich, jeweils am zweiten Wochenende im August stattfindende Sielhafenfest, ein Treffen von Traditionsschiffen. Entlang der Ost- und Westseite des Hafens stehen viele Gebäude unter Denkmalschutz, der Hafen zudem als Gruppendenkmal. Heute sind in dreien der alten Gebäude die Ausstellungen des Deutschen Sielhafenmuseums untergebracht.

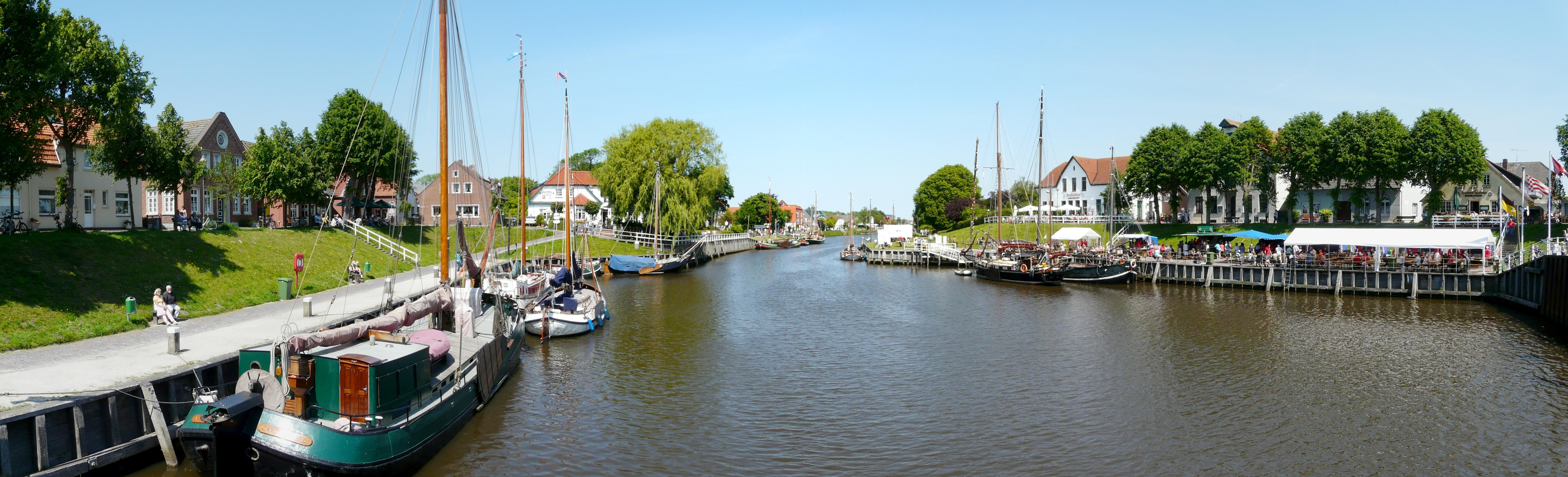
Panorama des Sielhafens
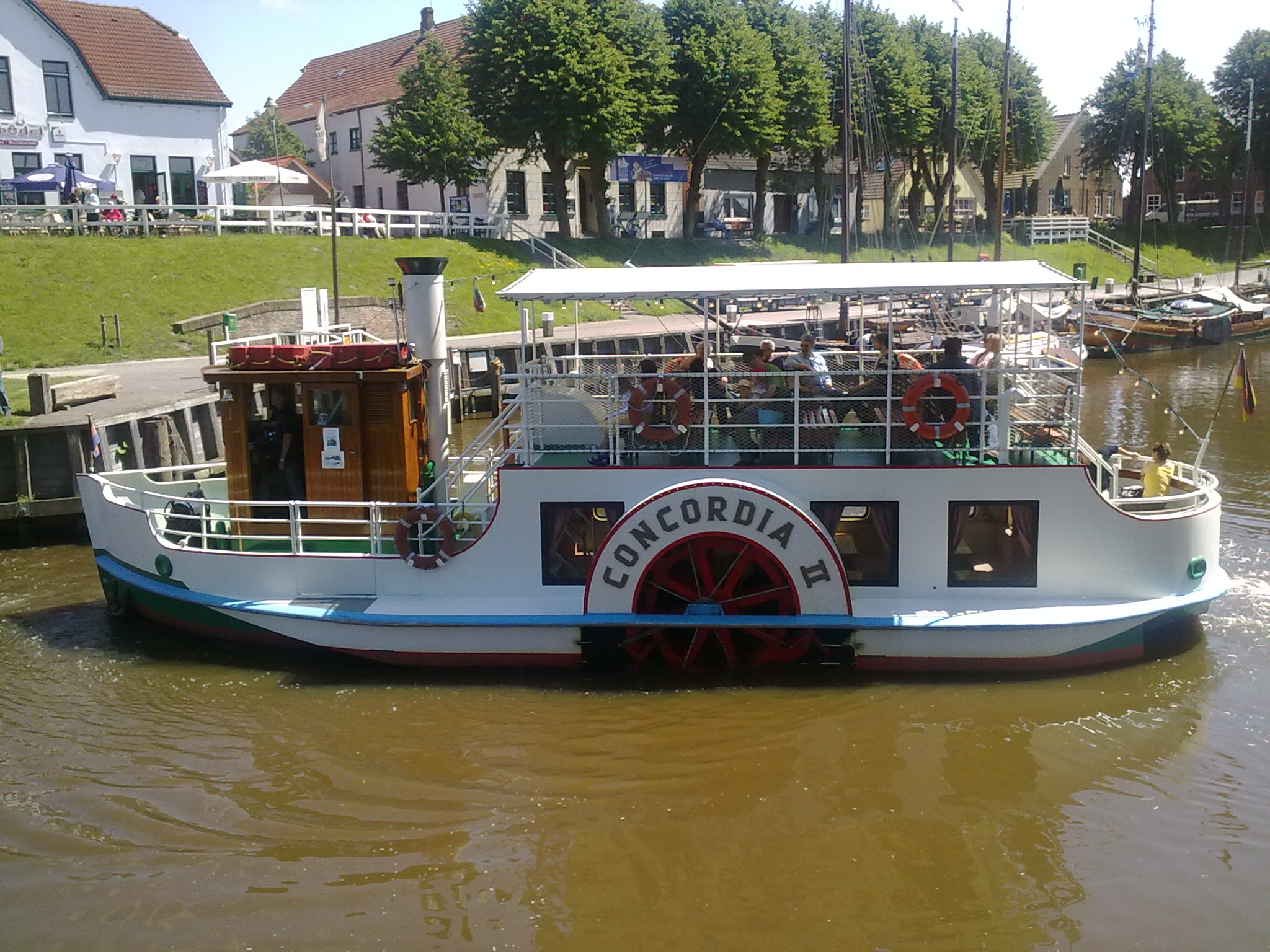
Raddampfer Concordia II
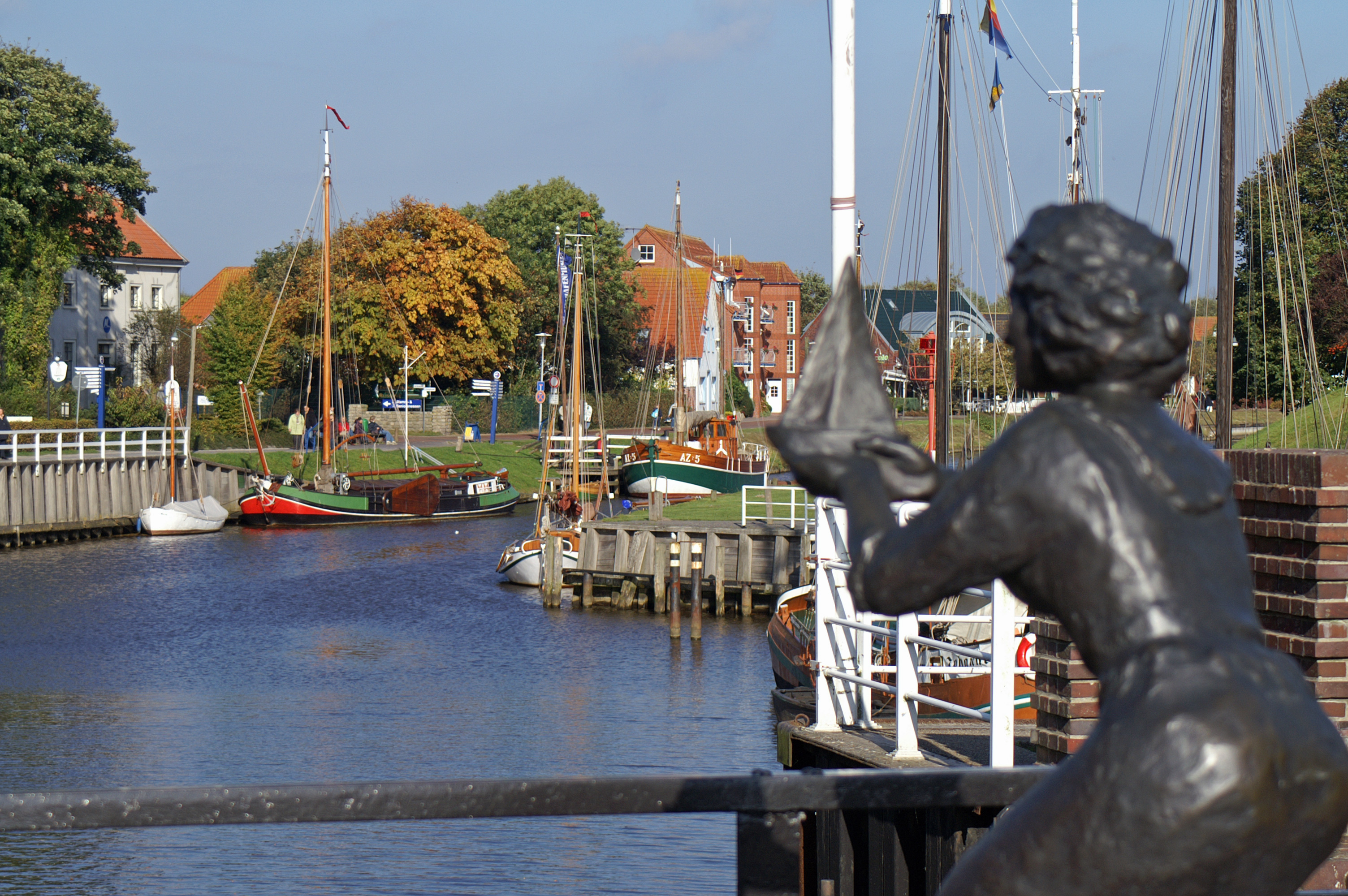
Skulptur Caroline zur Erinnerung an den Begriff „Cliner Wind“
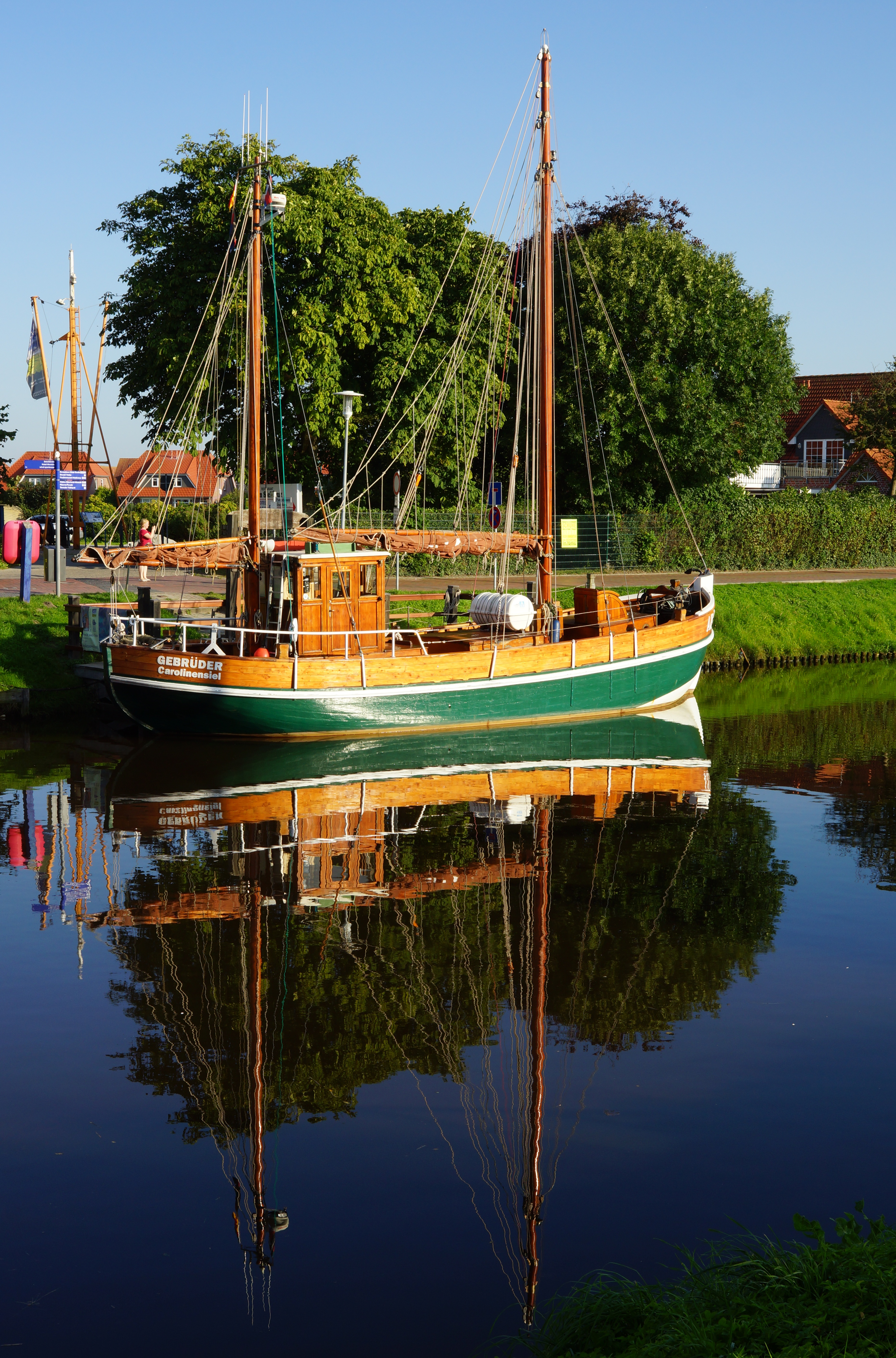
Der Segelfischkutter Gebrüder
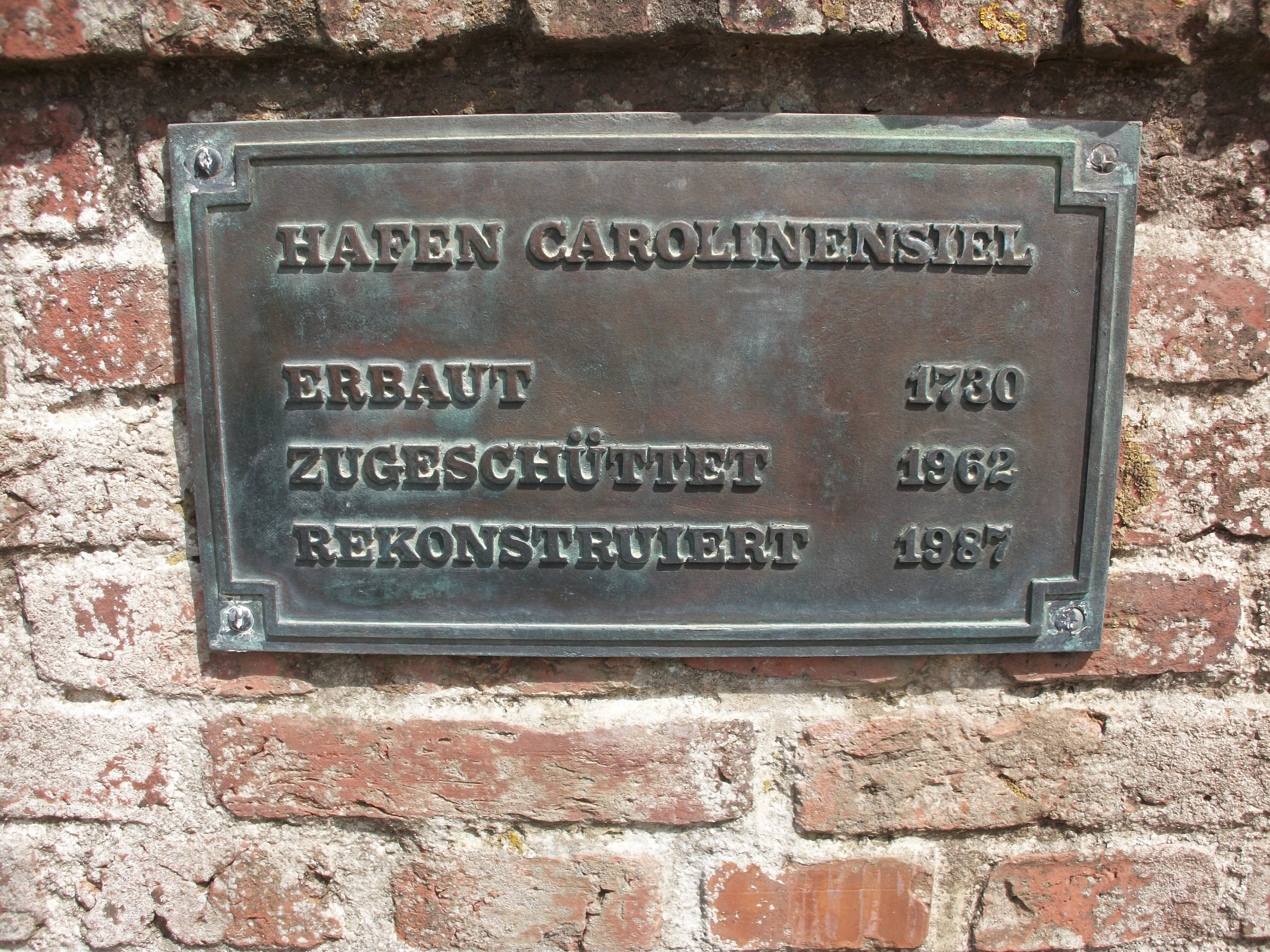
Hafen Carolinensiel, Gedenktafel
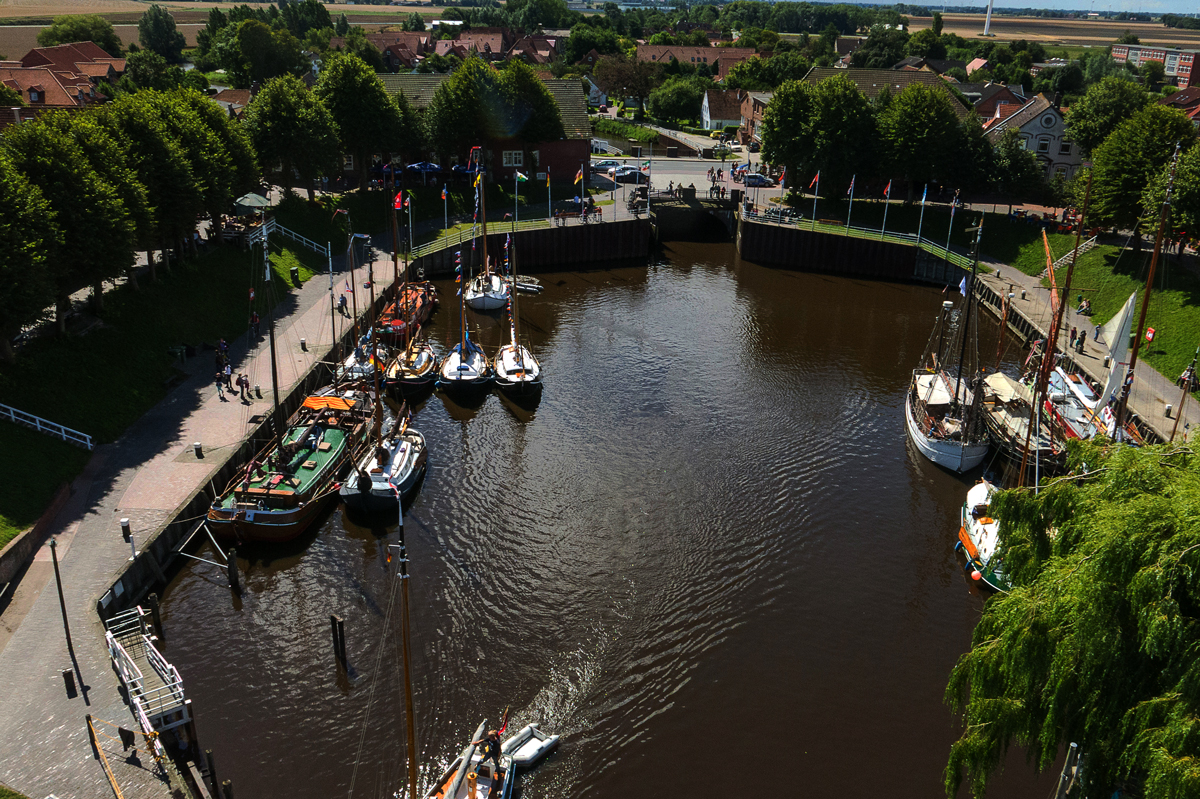
Luftbild vom Museumshafen Carolinensiel